# Zandboa's
Zandboa's (Eryx) zijn een geslacht van slangen uit de familie reuzenslangen (Boidae).

## Naam en indeling
De wetenschappelijke naam van de groep werd voor het eerst voorgesteld door François Marie Daudin in 1803. Er zijn dertien soorten, inclusief de pas in 2020 beschreven soort Eryx sistanensis. Een aantal van de slangen werd eerder aan andere geslachten toegekend, zoals Anguis en Boa.

## Verspreidingsgebied
Van dit geslacht komen vertegenwoordigers voor in westelijke delen van noordelijk en Centraal-Afrika en via het Midden-Oosten tot grote delen van Azië in het oosten. De kleine zandboa is daarnaast te vinden in delen van Europa.

## Soorten
Het geslacht omvat de volgende soorten, met de auteur en het verspreidingsgebied.
| Naam                          | Auteur | Verspreidingsgebied |
| ----------------------------- | --- | --- |
| Eryx borrii                   | Lanza & Nistri, 2005 | Somalië |
| Eryx colubrinus               | Linnaeus, 1758 | Egypte, Soedan, Ethiopië, Eritrea, Kenia, Tanzania, Somalië, mogelijk in Tsjaad en Niger                                                                        |
| Eryx conicus                  | Schneider, 1801 | Pakistan, Nepal, India, Sri Lanka |
| Eryx elegans                  | Gray, 1849 | Afghanistan, Turkmenistan, Iran |
| Kleine zandboa (Eryx jaculus) | Linnaeus, 1758 | Delen van Europa, zuidelijk Azië en het Arabisch Schiereiland                                                                                                   |
| Eryx jayakari                 | Boulenger, 1888 | Saoedi-Arabië, Oman, Iran, Koeweit, Verenigde Arabische Emiraten, Irak                                                                                          |
| Eryx johnii                   | Russell, 1801 | Afghanistan, Pakistan, Iran, India, Nepal |
| Eryx miliaris                 | Pallas, 1773 | Rusland, Kazachstan, Irak, Afghanistan, Turkmenistan, Oezbekistan, China, Mongolië                                                                              |
| Eryx muelleri                 | Boulenger, 1892 | Mauritanië, Senegal, Gambia, Guinea, Mali, Burkina Faso, Niger, Tsjaad, Soedan, Ivoorkust, Ghana, Togo, Benin, Nigeria, Kameroen, Centraal-Afrikaanse Republiek |
| Eryx sistanensis              | Eskandarzadeh, Rastegar-Pouyani, Rastegar-Pouyani, Zargan, Hajinourmohamadi, Nazarov, Sami, Rajabizadeh, Nabizadeh, & Navaian, 2020 | Iran |
| Eryx somalicus                | Scortecci, 1939 | Somalië, Ethiopië |
| Eryx vittatus                 | Chernov, 1959 | Tadzjikistan |
| Eryx whitakeri                | Das, 1991 | India |